# Fåvang
Fåvang är en tätort och kyrkby i Ringebu kommun i Innlandet fylke i Norge. Orten ligger i Gudbrandsdalen, vid Europaväg 6, Dovrebanan och älven Gudbrandsdalslågen. Sydöst om tätorten finns Fåvangs kyrka.

## Bilder

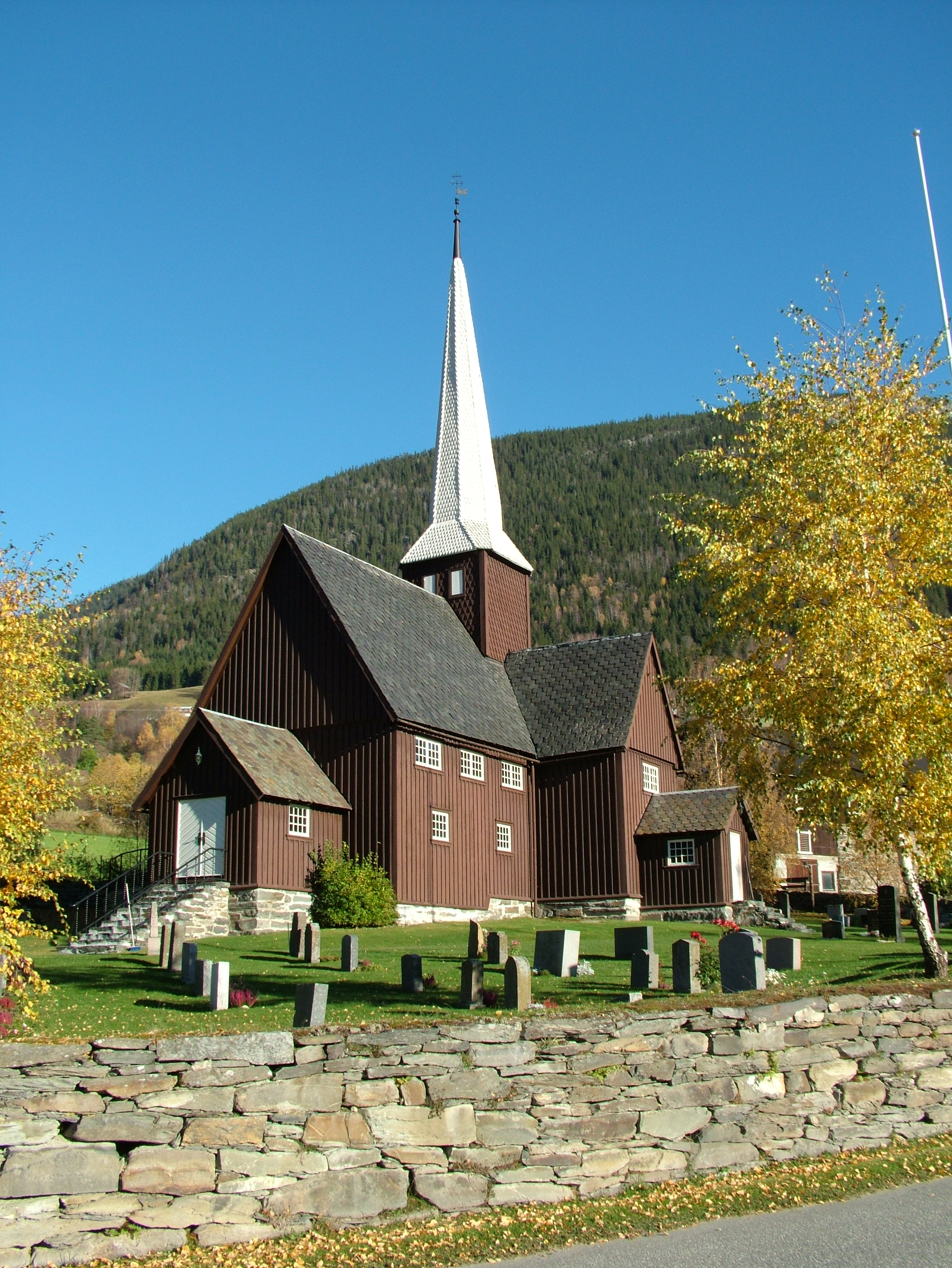
Fåvangs kyrka.
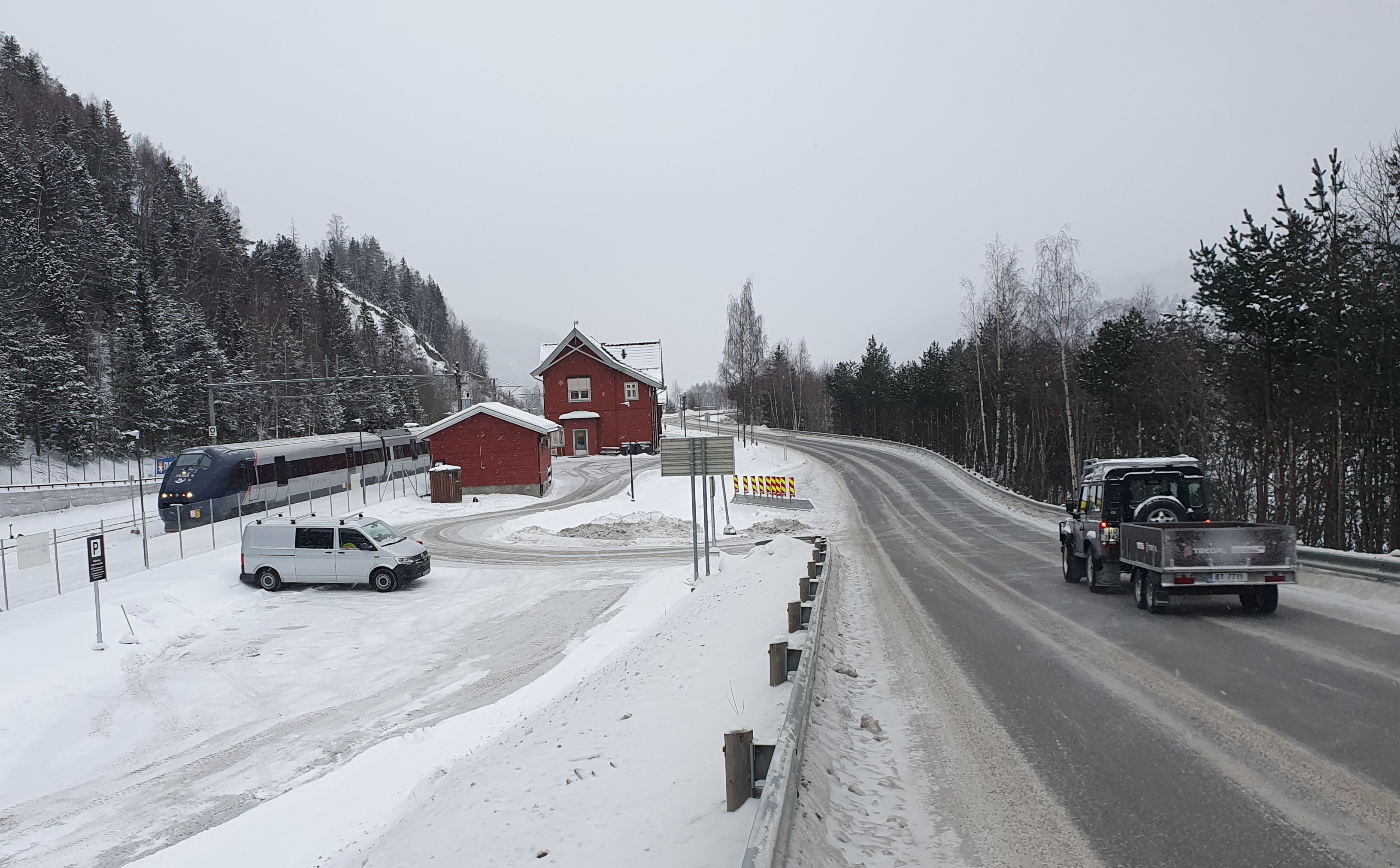
Fåvangs station.